# Swaderki
Swaderki (Szwaderki, dawniej niem. Schwedrich) – wieś w Polsce położona w województwie warmińsko-mazurskim, w powiecie olsztyńskim, w gminie Olsztynek. W latach 1975–1998 miejscowość administracyjnie należała do województwa olsztyńskiego.

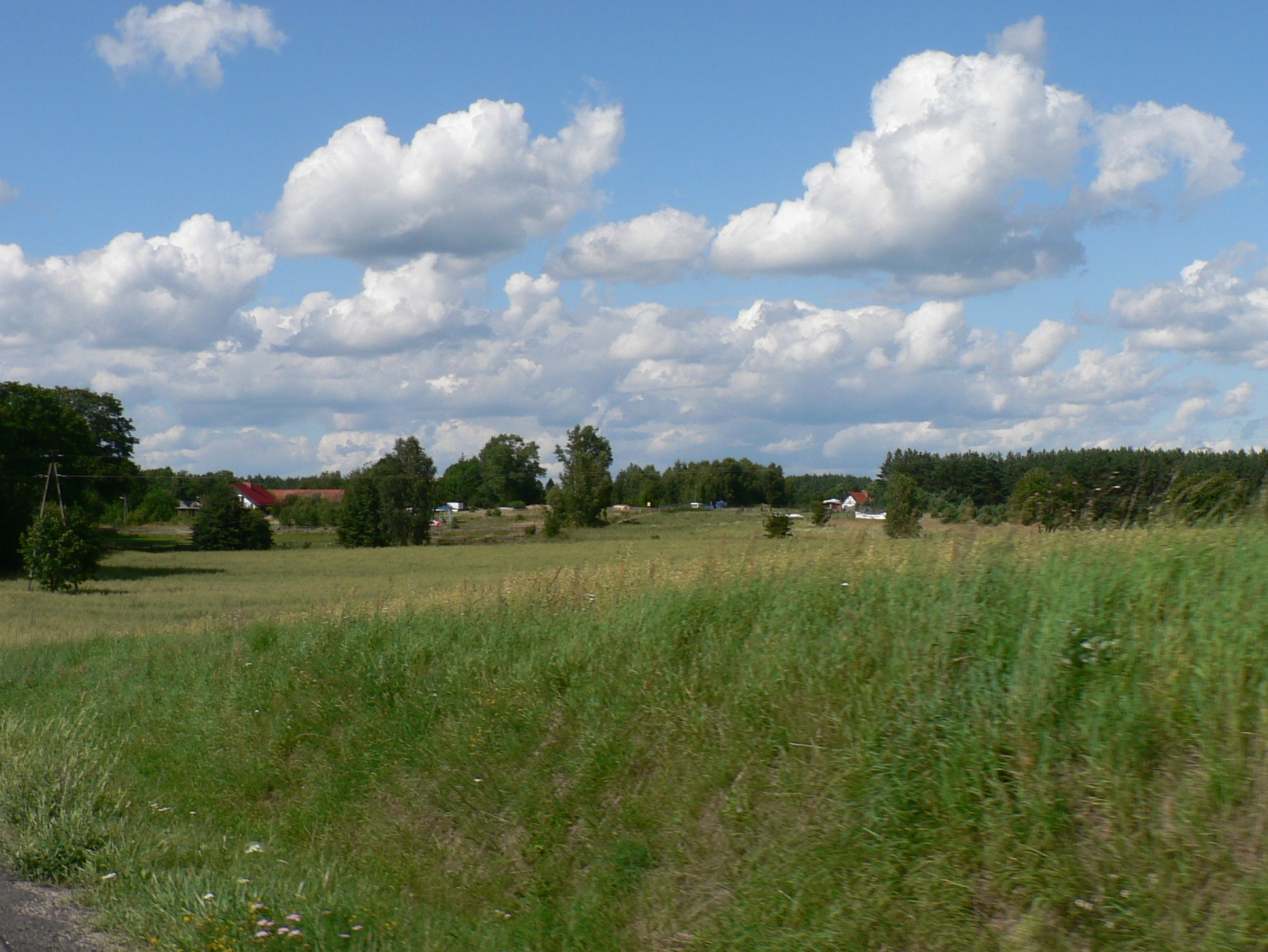
Widok na Swaderki z drogi Olsztynek – Szczytno

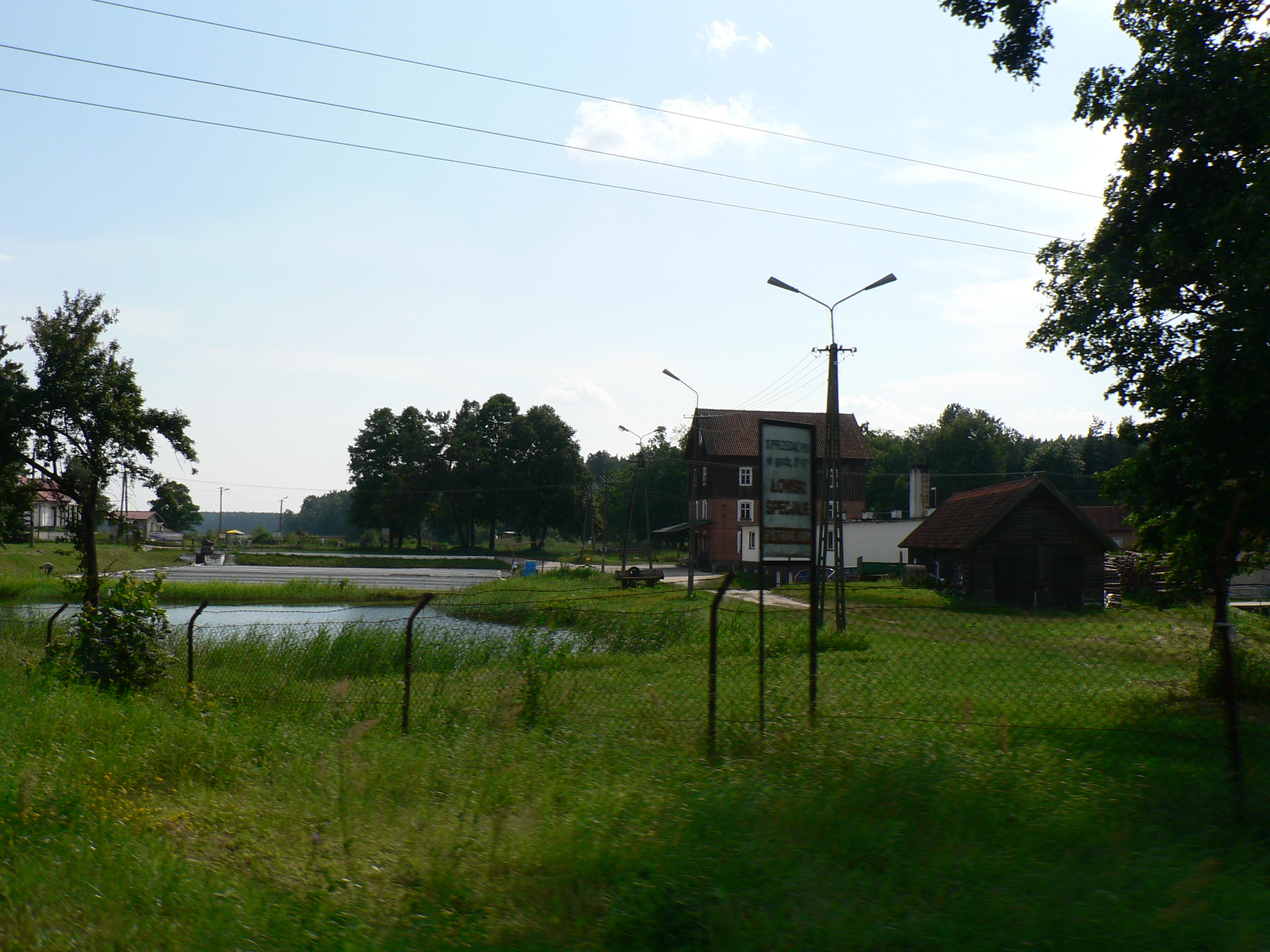
Hodowla ryb nad Jeziorem Maróz w Swaderkach

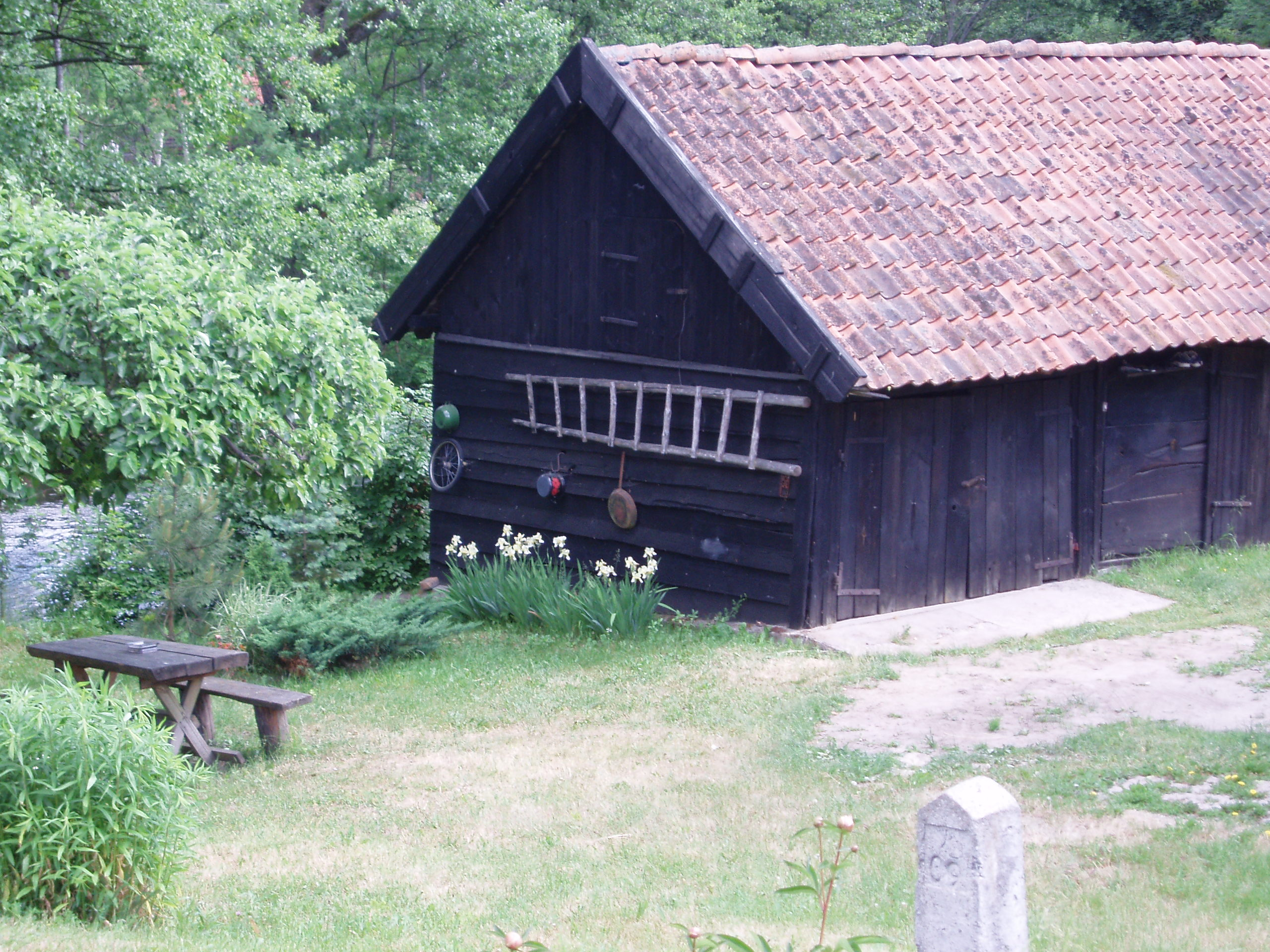
Dom w Swaderkach nad rzeką Marózka, przy ujsciu kanały Szwaderki

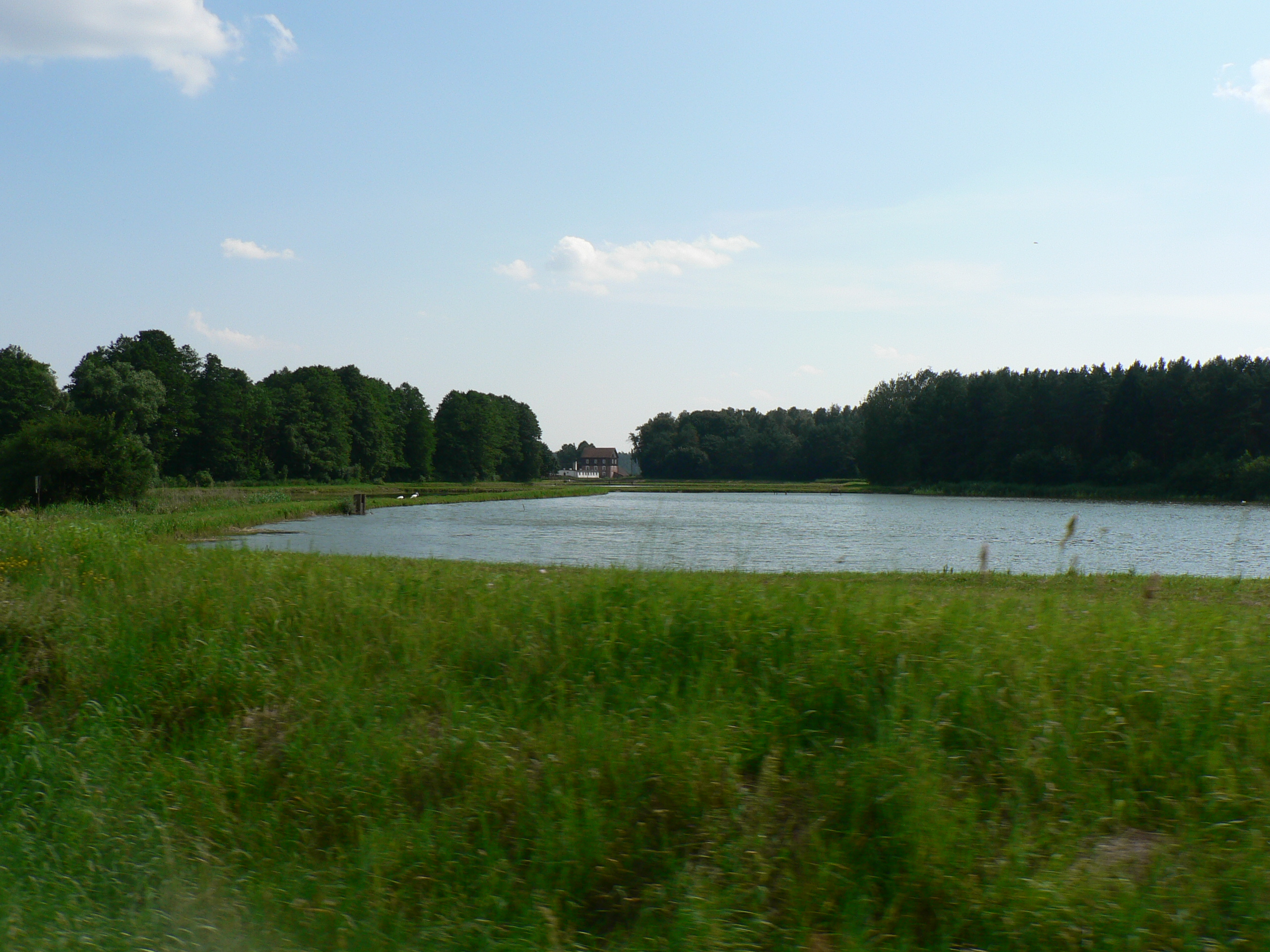
Jezioro Maróz w Swaderkach

Wieś położona przy trasie Olsztynek - Jedwabno, w odległości około 10 km na wschód od Olsztynka, w otoczeniu dużych obszarów borów sosnowych i jezior: Maróz, Pawlik, Poplusz i Pluszne. Przez wieś przepływa rzeka Marózka. W miejscowości działał Zakład Rybacki Swaderki wchodzący w skład Państwowego Gospodarstwa Rybackiego Olsztyn. We wsi jest szkoła podstawowa oraz dwa sklepy spożywcze.
We wsi struga Szwaderka uchodzi do rzeki Marózki. Miejscowość położona jest nad Jeziorem Maróz. Niedaleko wsi, nad jeziorem Maróz, znajduje się największe w gminie Olsztynek pole biwakowe.

## Historia
Pierwsza informacja o wsi pochodzi z 1564 roku. Ludność żyła z pracy w okolicznych lasach i z połowu ryb.
W 1939 roku mieszkało w Swaderkach 168 osób, były szkoła, karczma, sklep. Niemiecki przedsiębiorca, Paul Schwesig, był właścicielem młyna i dzierżawcą kilkunastu okolicznych jezior. Obok młyna, na rzece Marózce, założył zakład hodowli narybku siei, sielawy, szczupaka.
Po 1945 roku przez wiele lat działało prężnie Państwowe Gospodarstwo Rybackie (obecnie Gospodarstwo Rybackie Szwaderki Spółka z o.o.).
W 1997 roku powstał we wsi pensjonat "Natura". W 1997 roku mieszkało na stałe 127 osób, natomiast w 2005 we wsi było 122 mieszkańców.

## Zabytki
- Cmentarz wojenny z 1914 roku (na zachód od wsi, w lesie, 1,5 km od szosy Olsztynek - Swaderki)
- Cmentarz ewangelicki, z początku XX wieku, leży w północno-wschodniej części wioski koło szosy.